# هیرای ساداتاکه
هیرای ساداتاکه (به ژاپنی: 平井定武 ひらい さだたけ) یکی از اشخاص سامورایی در دوره سنگوکو و مانند پدرش ملازم خاندان روکاکو در ولایت اومی بود.

## تاریخچه
در سال ۱۵۲۵ به پشتیبانی از خاندان روکاکو با آزای سوکه‌ماسا جنگید. در سال ۱۵۵۳ توافق‌نامه صلح با خاندان آزای امضا شد. وی دختر خود را به ازدواج آزای ناگاماسا درآورد اما هنگامیکه این ازدواج با مخالفت خاندان روکاکو مواجه شد، دخترش را مجبور کرد که از ناگاماسا طلاق بگیرد. پس از حمله اودا نوبوناگا به ولایت اومی در سال ۱۵۶۸ از خاندان روکاکو جدا شد و به خدمت نوبوناگا درآمد. پس از آن اطلاعی از وی در تاریخ نمانده‌است. بنابر منابع سابقه خانوادگی خاندان آزای (ja:浅井氏家譜大成)دختر وی از ناگاماسا پسری به نام آزای مانپوکومارو داشت که در سال ۱۵۷۳ به دستور نوبوناگا در سن ده سالگی اعدام شد.